# Ireneusz Kutrzuba
Ireneusz Kutrzuba – dziennikarz, publicysta, autor scenariuszy programów telewizyjnych. Z wykształcenia magister nauk społecznych, ukończył studium dziennikarskie i studium public relations.

## Praca zawodowa
- „Echo Krakowa” (1983–1985)
- „Tygodnik Studencki Politechnik” (1983–1985, kierownik oddziału w Krakowie)
- „Gazeta Krakowska” (1985–1996; 1990–1995: redaktor naczelny oddziału w Tarnowie)
- Radio Kraków (1989–1992)
- TVP3 Kraków (1990–1994)
- jeden z twórców i pierwszy redaktor naczelny programu lokalnego Małopolskiej Telewizji Kablowej S.TAR-TV (1992–1994)

W latach 90. współpracował z m.in. „Kurierem Polskim”, „Super Expressem” i agencjami prasowymi. W latach 1995–1998 był rzecznikiem prasowym prezydenta Tarnowa.
Od 1999 roku związany z wydawanym w Tarnowie periodykiem TEMI (Galicyjski Tygodnik Informacyjny) – pełni funkcję zastępcy redaktora naczelnego. Stale współpracował z miesięcznikiem „Detektyw”, TVP oraz polonijnymi magazynami w Nowym Jorku, Chicago i Londynie.
Specjalizuje się w publicystyce dotyczącej nowych trendów technologicznych oraz internetu. Autor scenariuszy programów telewizyjnych poświęconych komputerom i internetowi.
1 kwietnia 2019 roku objął stanowisko rzecznika prasowego prezydenta miasta Tarnowa.

## Publikacje
- Co siedzi w sieci, czyli poznawanie Internetu, Design Polska, Bydgoszcz 1997
- Mały Leksykon Internetu, Design Polska, Bydgoszcz 1998
- Zanim staniesz u bramy – portale i vortale w Polsce, TechPub, Gdańsk 2001